# ターボ・ユニオン
ターボ・ユニオン Turbo-Union Limitedはヨーロッパの航空機エンジンの製造を行う合弁企業である。アヴィオ、MTUエアロ・エンジンズ、ロールス・ロイス・ホールディングスから構成される。
会社の製品はトーネード IDS用に開発されたRB199ターボファンだけである。